# Lužánky
Lužánky (původně Augarten; v hantecu Augec) jsou nejvýznamnější brněnský městský park. Katastrálně se nachází v městské čtvrti Černá Pole (administrativně spadá pod městskou část Brno-střed) a jeho rozloha činí 22,3 hektaru. Jde o nejstarší veřejnosti přístupný městský park v Česku, prohlášený též za kulturní památku České republiky.

## Historie
První zmínky o Lužánkách pocházejí ze 13. století, kdy brněnský měšťan Niger (Schwarz) věnoval „lužnou louku“ a na ní postavený hospodářský dvorec nedaleko brněnských hradeb herburskému klášteru. V 16. století převzali klášter i dvorec brněnští jezuité, kteří zde v 18. století vybudovali kapli a okrasnou zahradu pro meditace, duševní činnost a odpočinek.
Za vlády Josefa II. byl roku 1786 jezuitský klášter zrušen a celý prostor byl císařem věnován městu Brnu ke zřízení jednoho z prvních veřejných parků ve střední Evropě; pro jeho úpravu uvolnil i svého dvorního zahradníka. Ten místo zchátralého dvorce dal postavit dřevěné kolonády proti dešti s výletní restaurací a Lužánky se tak staly výletním a rekreačním místem Brňanů. V roce 1792 zde byl odpálen první ohňostroj v okolí Brna. Dnešní podobu dal Lužánkám roku 1840 brněnský městský zahradník Antonín Šebánek, který přeměnil původní francouzský park na park přírodního charakteru s mnoha vzácnými dřevinami.
V roce 1849 byl park stavovským sněmem prohlášen národní památkou, v roce 1964 pak byl prohlášen za kulturní památku. Dne 6. července 1850 se park spolu s celým tehdejším předměstím a katastrálním územím Velkou Novou Ulicí stal součástí Brna.
Do 60. let 20. století náleželo území parku ke katastru Velké Nové Ulice a Červené. Od radikální katastrální reformy Brna v této době pak náleželo jeho území ke katastrálnímu území Lužánky a bylo součástí městského obvodu Brno III. Od 1. července 1979 náleží území parku ke katastrálnímu území Černá Pole. Od roku 1990 je tato část katastrálního území Černá Pole součástí městské části Brno-střed.
Současná podoba parku včetně umělého potoka, který je reminiscencí zatrubněné Ponávky, je výsledkem rekonstrukce z let 1991–2012, která proběhla dle projektu krajinářského architekta Ivara Otruby.

## Stavby a objekty v parku

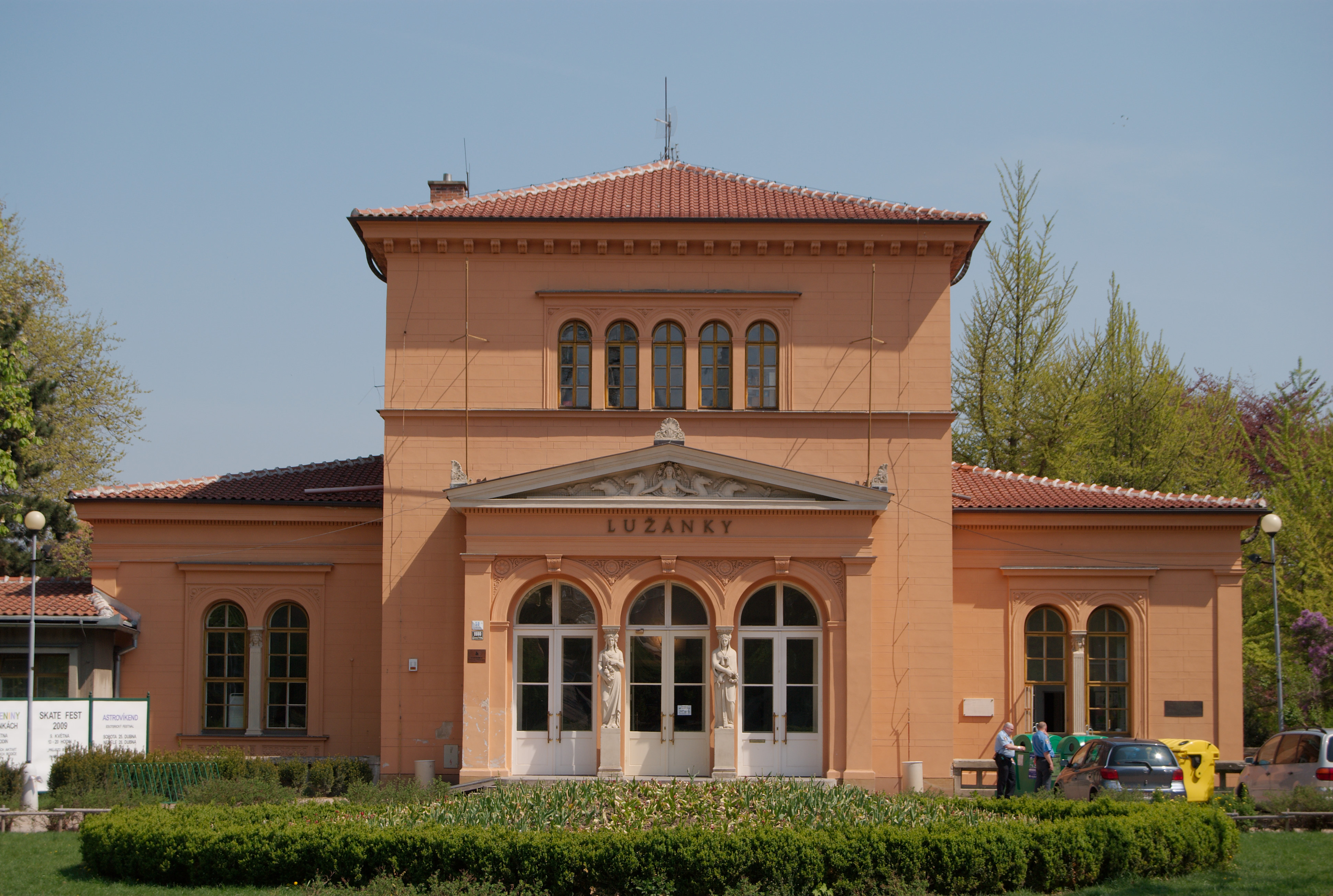
Pavilon v parku Lužánky

Roku 1855 byl na místě stržené restaurace podle plánů vídeňského architekta Ludwiga Förstera postaven novorenesanční pavilon s velkým sálem pro plesy, koncerty a slavnosti, v letech 1948–1949 změněný adaptacemi a přístavbou severního křídla na zařízení pro volný čas dětí a mládeže, první svého druhu v republice. Ve školním roce 1949/50 zde začalo pracovat 18 zájmových kroužků s celkem 175 dětmi. Náplň, obsah i rozsah činnosti se s přibývajícími lety proměňovaly podle společenské potřeby, poptávky i podpory.
Dalšími stavbami v parku jsou kašna se sousoším tří puttů (andílků) z roku 1860 od F. Melnitzkého (rekonstruována v roce 2000) a pomník Josefa Merhauta z roku 1929 od Emila Hlavici (původně stál na náměstí 28. října, roku 1939 přesunut). Stál zde též pomník zakladatele parku, císaře Josefa II., který však byl roku 1919 zničen a nahrazen replikou v roce 2001.

## Příroda
V letech 1978, 2015 a 2016, kdy byl proveden srovnávací výzkum, bylo ornitology v parku zaznamenáno 72 druhů ptáků, z toho 29 pravděpodobně/prokazatelně hnízdících.

## Galerie

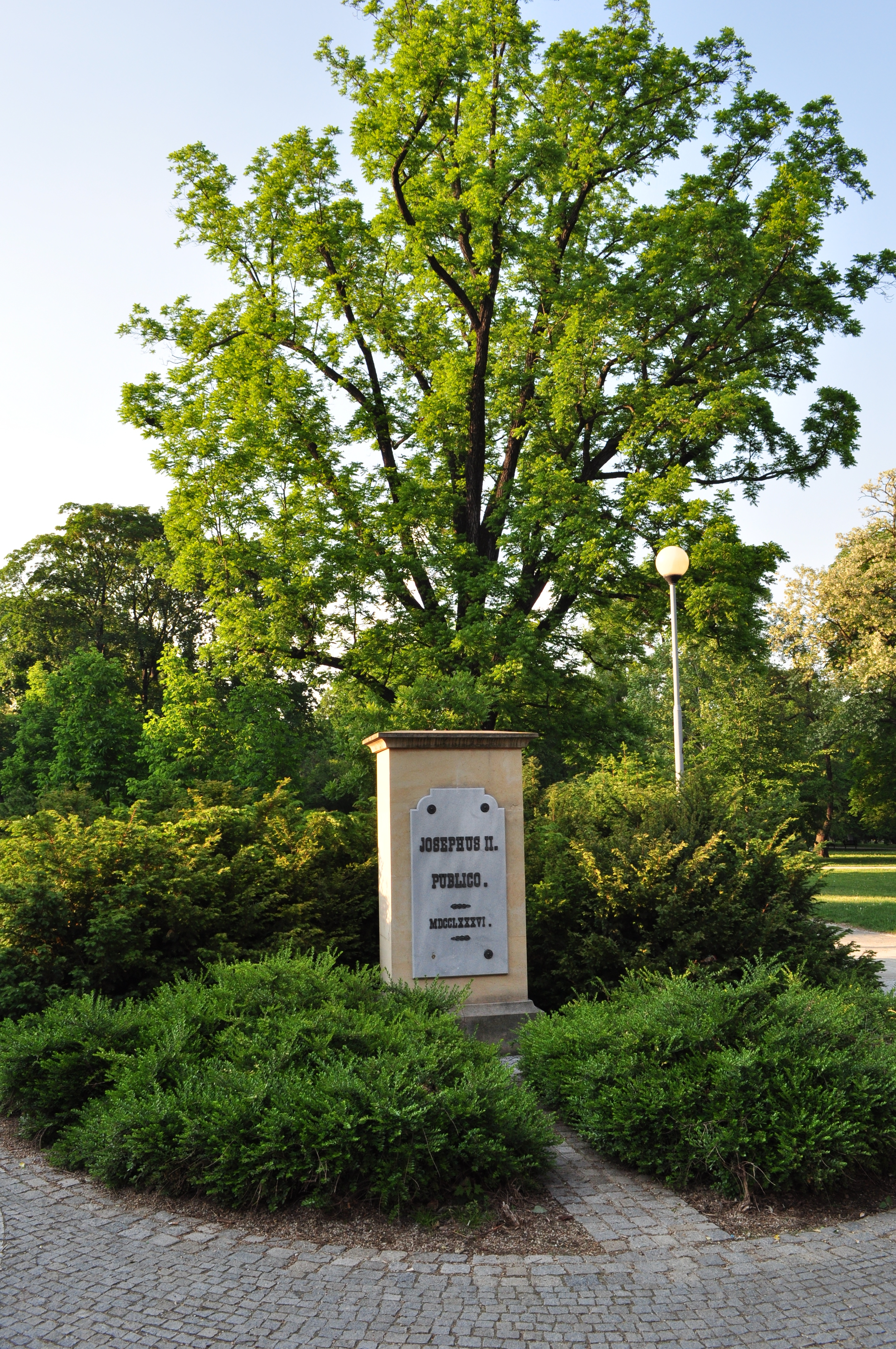
Pomník císaře Josefa II.
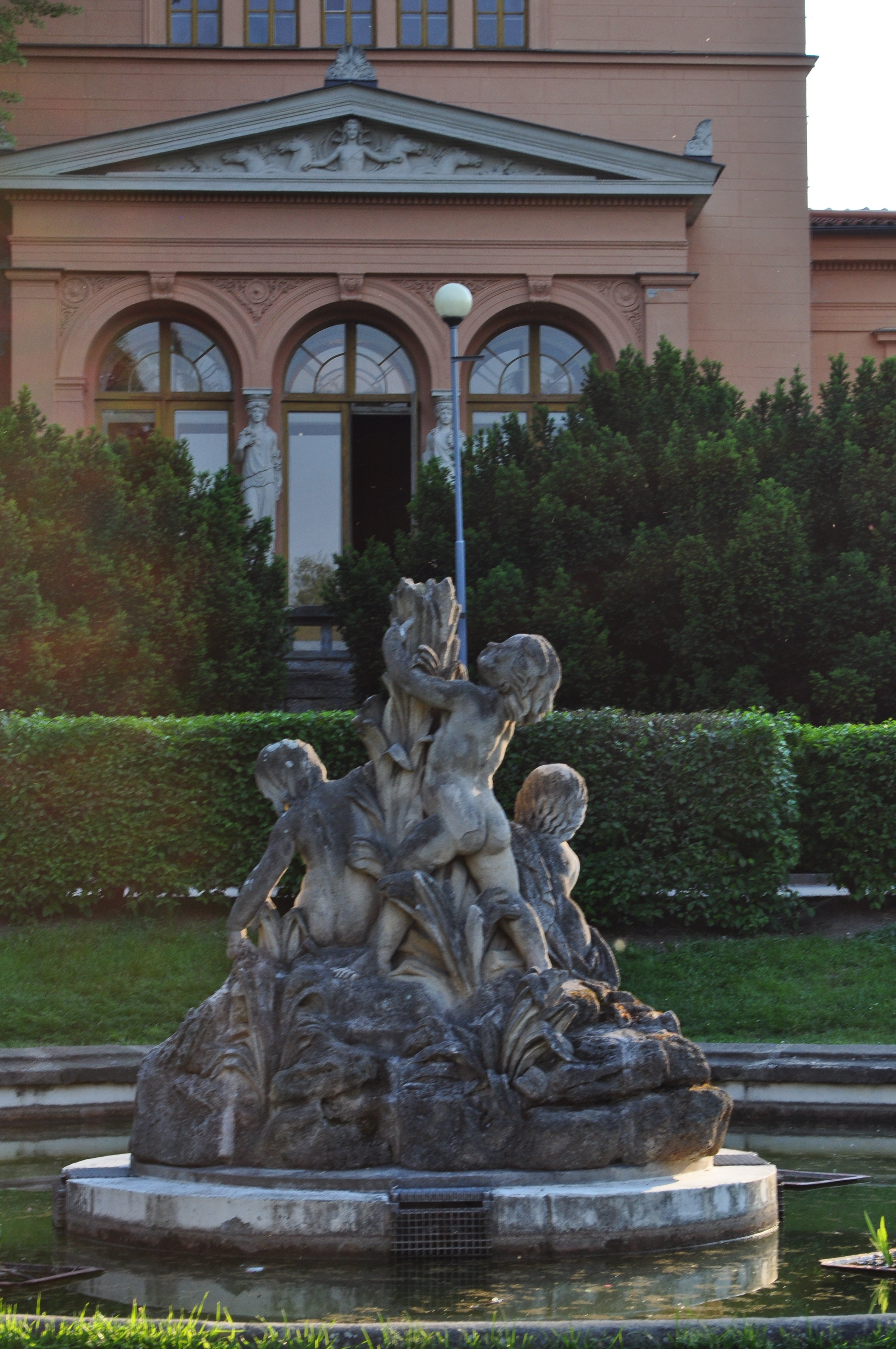
Fontána s třemi putti
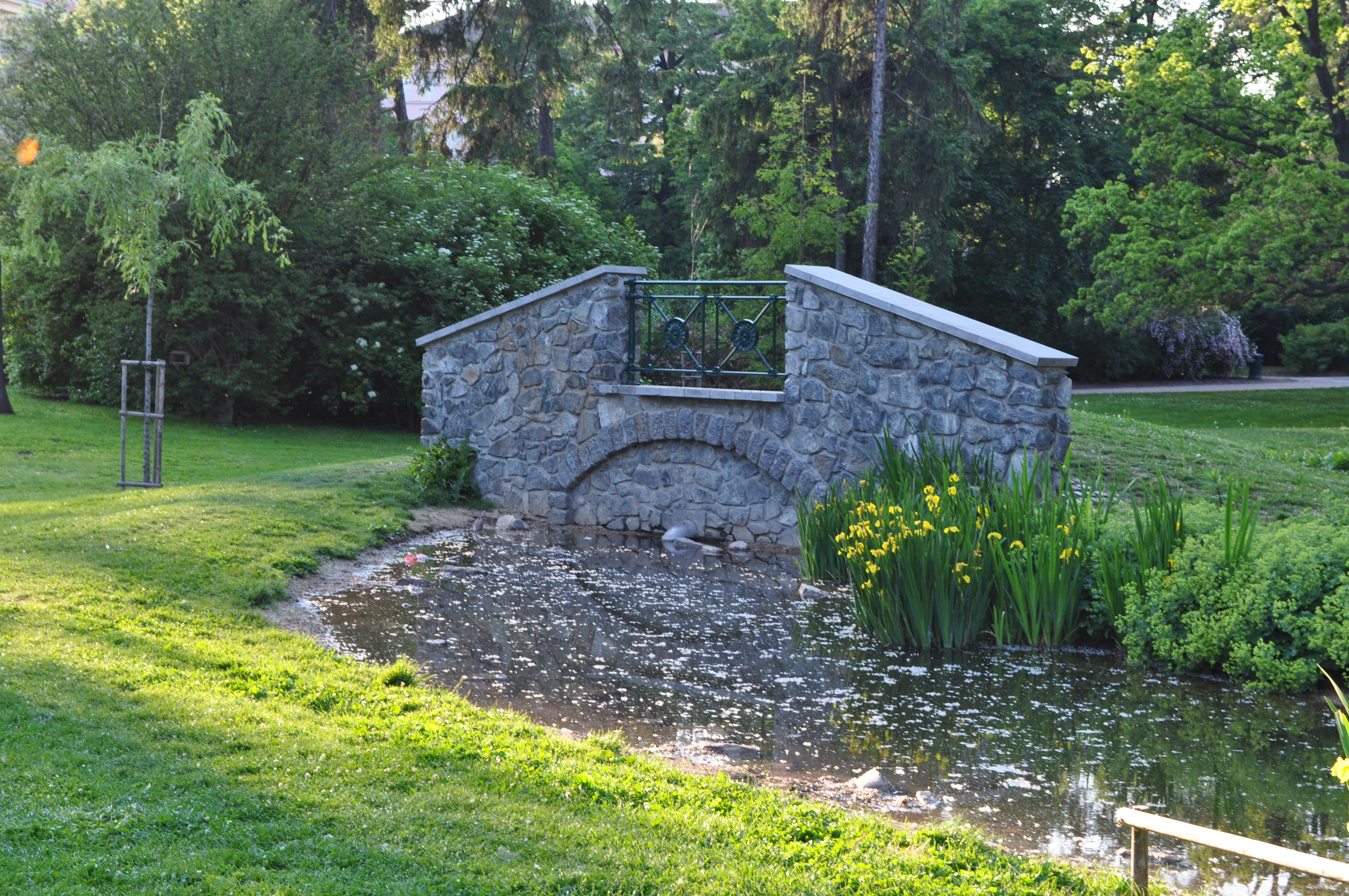
Umělý potok s barevnými rybkami
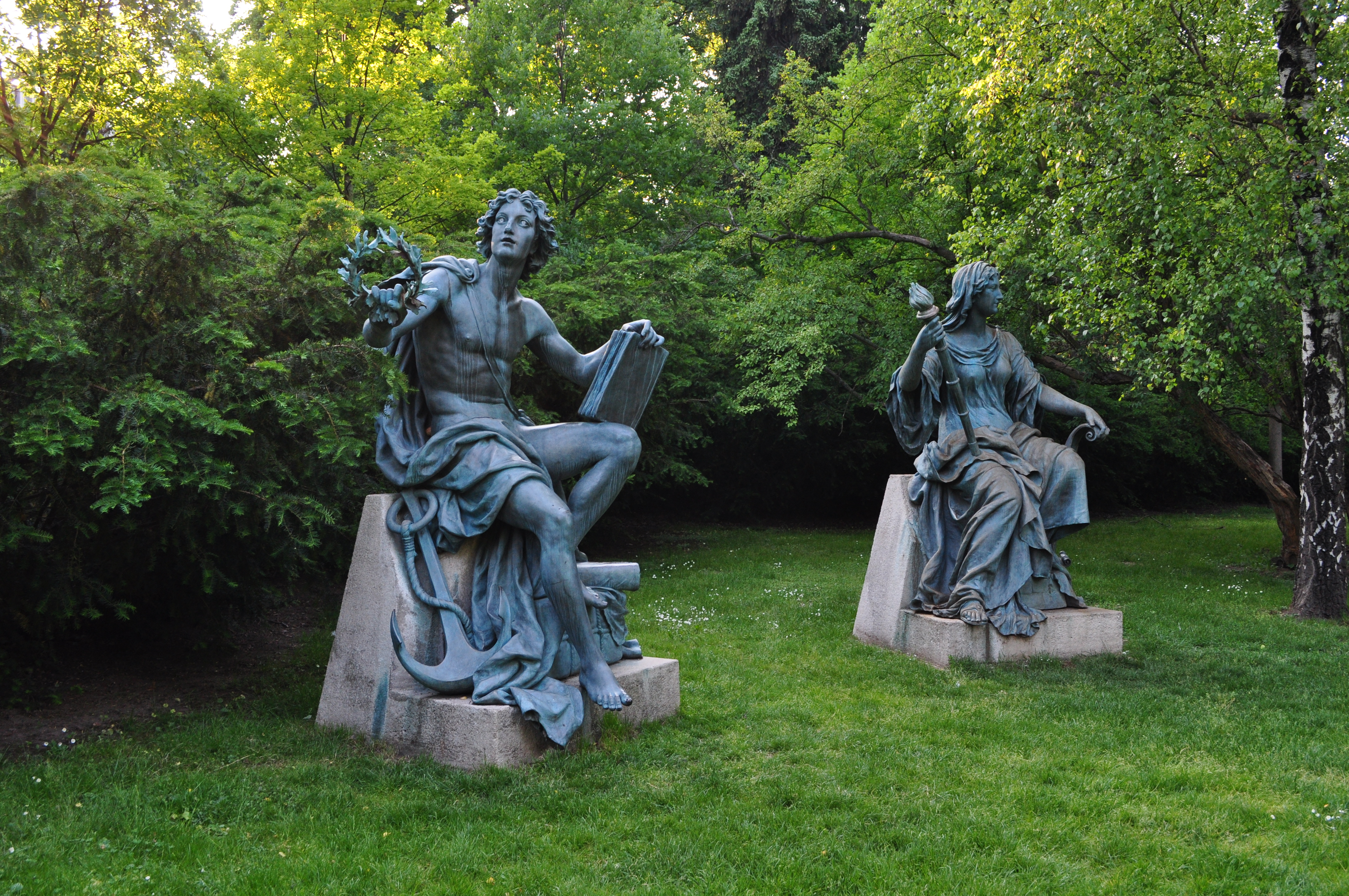
Plastiky Obchod a Tolerance z roku 1892
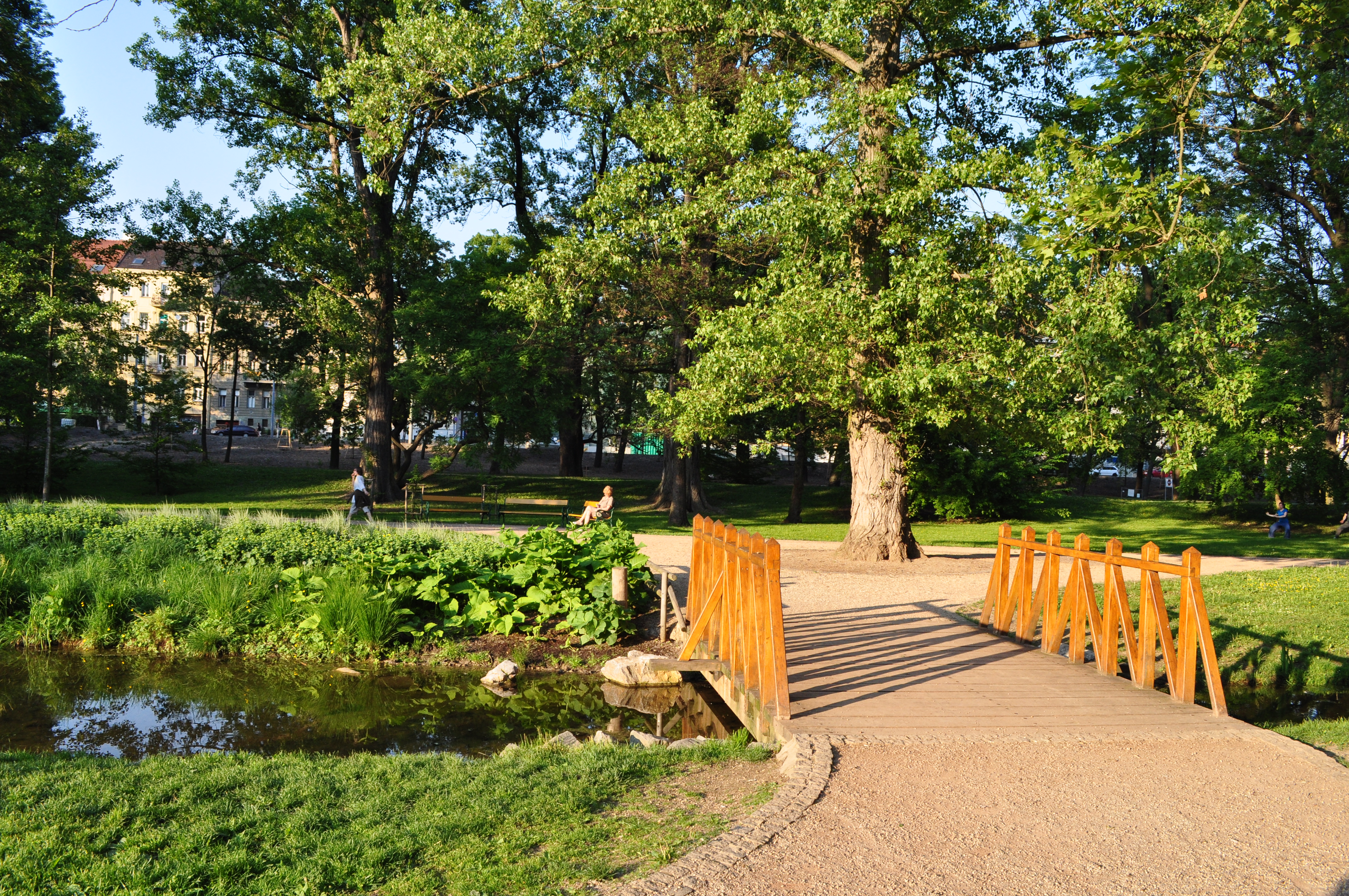
Umělý potůček v parku